# أنماري زيمارمان
أنّماري زيمارمان (بالألمانية: Annemarie Zimmermann)‏ هي راكبة الكنو ألمانية، ولدت في 10 يونيو 1940 في Lendersdorf ‏ في ألمانيا.

## وصلات خارجية
- أنماري زيمارمان على موقع اللجنة الأولمبية الدولية (الإنجليزية)
- أنماري زيمارمان على موقع أوليمبيديا (الإنجليزية)